# Judith Hoag
Judith Hoag, född 29 juni 1968 är en amerikansk skådespelare. Hon spelade April O'Neil i första Turtlesfilmen.

### Fotnoter
1. ↑  Stefan Hedmark (2 juni 2016). ”Räddas av några avancerade actionscener” (på svenska). Aftonbladet. https://film.aftonbladet.se/2016/06/raddas-av-nagra-avancerade-actionscener/. Läst 15 april 2018.